# جويل مارتن
جويل مارتن (بالإنجليزية: Joel Martin)‏ هو لاعب هوكي الجليد أمريكي، ولد في 8 أكتوبر 1982 في فورت وورث في الولايات المتحدة.

## وصلات خارجية
- جويل مارتن على موقع دوري الهوكي الوطني (الإنجليزية)
- جويل مارتن على موقع EliteProspects.com (الإنجليزية)
- جويل مارتن على موقع HockeyDB.com (الإنجليزية)